# Alonso Fernández Coronel

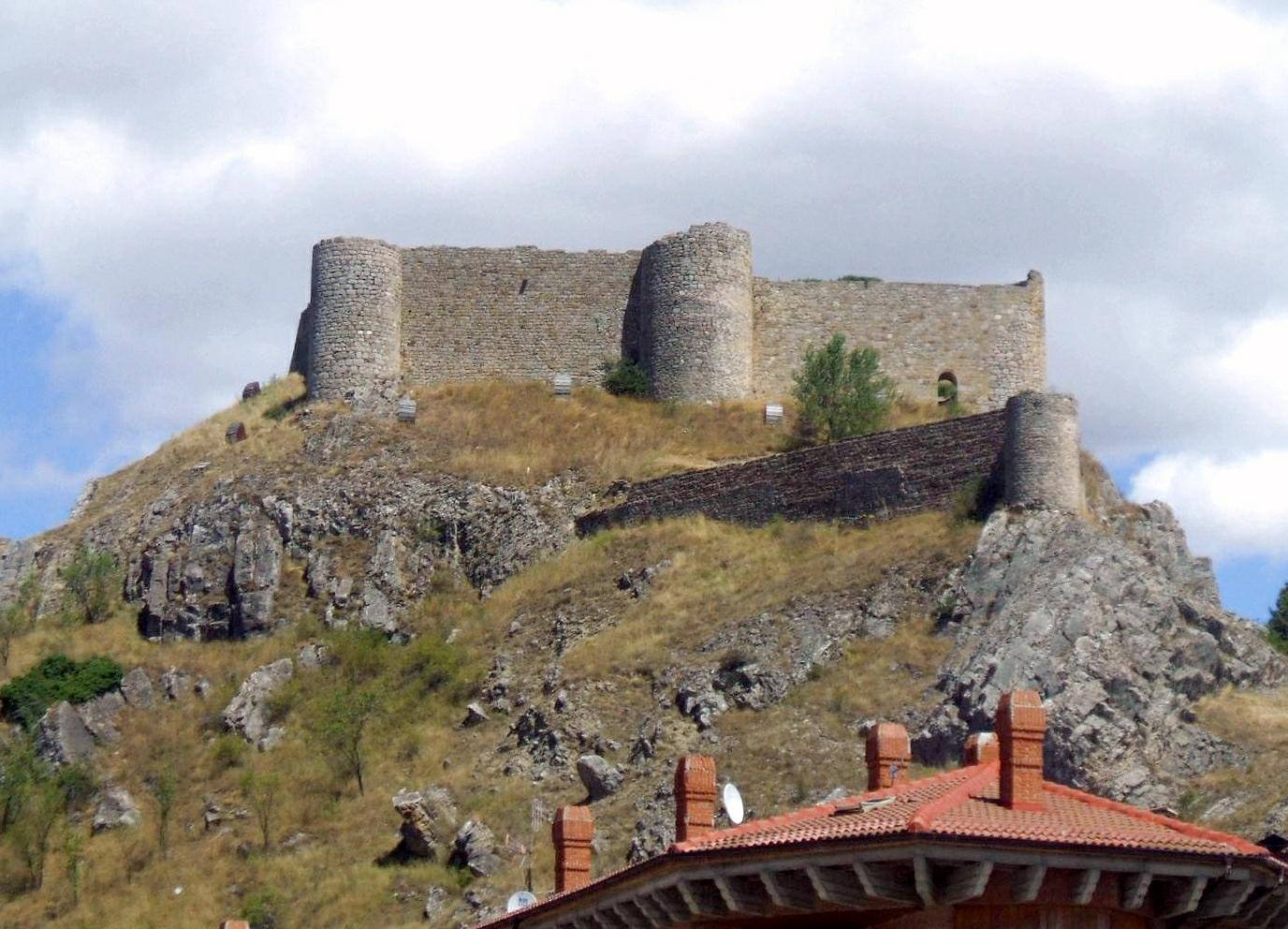
Castell d'Aguilar on es feu fort Fernández Coronel

Alonso Fernández Coronel (Sevilla segle xiv - Castell d'Aguilar, 1353) fou un personatge dels temps dels reis Alfons XI i Pere I de Castella dit «El Cruel».
En ésser coronat Alfons XI, Fernández Coronel, va rebre de les mans reials, l'orde de Cavalleria de la Banda, recent instituïda per aquell monarca, al qual acompanyà en la campanya d'Olvera (1327) i el 1333 se l'anomenà agutzil major de Sevilla, amb el govern de la dita ciutat, durant l'absència del rei.
Durant el 1334 fins al 1337 acompanyà a Alfons XI en la campanya que aquest emprengué contra els portuguesos en les fronteres d'Extremadura, donant llavors proves d'un valor i prudència, que el 1339 va merèixer dels seus conciutadans el nomenament de procurador per les corts d'Alcalà d'Henares.
El 1340 marxà a Tarifa, per ordre del monarca, per a defensar-la dels àrabs; però després deixà aquella plaça, i prengué part en la famosa batalla del Salado, portant el pendó de la seva ciutat natal. El 1344 tingué novament al seu càrrec el govern de Sevilla, i el 1350 assistí al setge de Gibraltar en el que hi morí per culpa de la pesta el rei Alfons XI.
En morir aquest es posà ràpidament sota la fèrula del rei Pere I, i traïa a Elionor de Guzmán de la qual havia sigut el seu vassall predilecte, i padrí d'un dels seus fills, i fidel amic fins llavors. Alonso Fernández Coronel, la posà davant el seu destí quan la comitiva fúnebre arribà a Medina Sidonia i li demanà que cerques a una altra per governar aquell senyoriu, ja que no pensava continuar fent-ho. A aquestes circumstàncies pertany la famosa frase d'Elionor, recollida pels historiadors com inici del seu calvari:
| « | En verdad, compadre amigo, en fuerte tiempo me aplazaste la mi villa, non sé agora quien por mi la quiere tener | » |

Durant el regnat de Pere I aconseguí l'Estat d'Aguilar (1352), al mateix temps el monarca li conferí la dignitat de ricohombre, però havent entrat en Pere I, en sospites contra Fernández Coronel, li confiscà els seus Estats i dignitats; no s'aplanà a això el desposseït Fernández Coronel, pel que es resistí al sobirà enfortint-se a Aguilar, però havent el rei conquerit aquesta plaça, prengué al súbdit rebel, i menà donar-li mort.